# Anne Perrier
Pour les articles homonymes, voir Perrier.
Anne Perrier est une écrivaine et poétesse vaudoise née à Lausanne en Suisse le 16 juin 1922 et morte le 16 janvier 2017  à Saxon dans le canton du Valais dans le même pays.

## Biographie
Anne Perrier naît en 1922 à Lausanne d'une mère alsacienne et d'un père vaudois natif de Vienne.
Après avoir obtenu un baccalauréat classique, elle entreprend des études de lettres, à l'Université de Lausanne, à l'issue desquelles elle obtient en 1947 le prix Folloppe. Elle se marie la même année avec Jean Hutter, dont elle prend le nom. Ils auront deux fils.
Passionnée de musique, elle étudie le piano au Conservatoire. Elle hésite un temps entre la vocation de compositrice et celle de poétesse.
Elle est l'auteure de plusieurs recueils de poèmes, dont le premier, Selon la nuit, est publié en 1952. Elle écrit aussi un vaste récit, Le Conte d'été, en vers libres, emprunté à la tradition orale portugaise. Ce texte est mis en musique par le compositeur Bernard Reichel et créé au Théâtre de Vidy en 1975. Elle traduit aussi des poèmes portugais de Manuel Alegre, avec l'aide de Luiz Manuel.
Convertie au catholicisme sous l'influence de l'abbé Journet, fondateur à Fribourg en Suisse de la revue Nova et Vetera, elle y publie nombre de ses poèmes.
Ses œuvres sont traduites dans plusieurs langues.
Elle décède le 16 janvier 2017 à Saxon (Valais) à l'âge de 94 ans.

## Publications
- Selon la nuit, Les Amis du livre, Lausanne, 1952
- Pour un vitrai, Pierre Seghers, Paris, 1955
- Le voyage, La Baconnière, Neuchâtel, 1958
- Le petit pré, Payot, Lausanne, 1960
- Le temps est mort, Payot, Lausanne, 1967
- Lettres perdues, Payot, Lausanne, 1971
- Feu les oiseaux, Payot, Lausanne, 1975
- Le Conte d'été, création théâtrale, 1975
- Le livre d’Ophélie, Payot, Lausanne, 1979
- La voie nomade, La Dogana, Genève, 1986, MiniZoé, Genève, 2000
- Les noms de l’arbre, Empreintes, Lausanne, 1989
- Le joueur de flûte, Empreintes, Lausanne, 1994
- Champ libre, Éditions Raymond Meyer, Pully, 1998
- L'unique jardin, Bernard Blatter, Montreux, 1999

Sa poésie est réunie à plusieurs reprises :
- Poésie 1960-1979, Éditions l'Âge d'Homme, 1982
- Poésie 1960-1986, L'Âge d'homme, Collection Poche Suisse, no 71, Lausanne, 1988 et 1993
- Œuvre poétique 1952-1994, préface de Gérard Bocholier, Éditions de L'Escampette, Bordeaux, 1996
- Le Voyage suivi de Le Livre d’Ophélie, de Le Joueur de flûte et de L’Unique Jardin, Éditions Empreintes, Chavannes-près-Renens, 2011
- La voie nomade et autres poèmes Œuvres complètes 1952-2007, L’Escampette, Chauvigny, 2008
- Le Livre d’Ophélie et la Voie nomade, préface de Doris Jakubec, Éditions Zoé, 2018[4]

## Distinctions
- À la suite de la parution de Lettres perdues (1971), l'ensemble de son œuvre est couronné par le prix Rambert.
- En 1976, la poétesse reçoit le prix Schiller.
- En décembre 1996, la poétesse reçoit le prix vaudois des écrivains.
- En 2003, elle figure parmi les lauréates de la Fondation Leenaards.
- En 2000, elle reçoit le Grand prix de littérature française hors de France de l’Académie royale de Belgique[5].
- Elle reçoit le 7 mars 2012, le Grand prix national de la poésie française remis par Frédéric Mitterrand au ministère de la Culture à Paris. Elle est la seule femme à avoir reçu ce prix[1].
- En 2013, elle figure parmi les nouvelles personnalités avec Mark Zuckerberg, fondateur de Facebook, à entrer dans le dictionnaire français Le Petit Larousse illustré[6].

## Sources
- « Anne Perrier », sur la base de données des personnalités vaudoises sur la plateforme « Patrinum » de la Bibliothèque cantonale et universitaire de Lausanne.
- Yves Leclair, « Anne Perrier : entre un silence et l'Autre », L'École des lettres (II) (éd. L'École des Loisirs, Paris) no 5, 15 novembre 1987, p. 31-35.
- Amaury Nauroy, « Anne Perrier : un pays intérieur », Revue de Belles-lettres, 2013, II, décembre 2013, p. 195-201.
- D. Jakubec, D.Maggetti, Solitude surpeuplée un choix de textes, p. 196
- À contre temps huitante textes vaudois, p. 48-51
- H.-Ch. Dahlem, Sur les pas d'un lecteur heureux, p. 460
- R. Francillon, Histoire de la littérature en Suisse romande, vol. 3, p. 153-166
- P.-O. Walzer, Dictionnaire des littératures suisses, p. 305
- A. Nicollier, H.-Ch. Dahlem, Dictionnaire des écrivains suisses d'expression française, p. 657-660
- J. M. Pittier, Le Passe-muraille, 1998, no 38, octobre, p. 21
- Écriture, 1998, no 52 consacré à Anne Perrier
- J.-Ch. Potterat « Cette neige d'été » article sur la poésie d'Anne Perrier, in Écriture, 1988, no 30, p. 163-174
- Entretien avec Anne Perrier par Mathilde Vischer
- A D S - Autorinnen und Autoren der Schweiz - Autrices et Auteurs de Suisse - Autrici ed Autori della Svizzera
- BCU Lausanne - Recherche par première lettre - Fichier général des grands fonds
- D. Jakubec, « Anne Perrier ou Les braises de l'enfance » in La Revue de Belles-Lettres, 1986, no 1-2, p. 91-104.
- J.-M. Baude, Anne Perrier, Seghers, Poètes d'aujourd'hui, Paris, 2004, 275 pages.
- J.-M. Baude, « L'éblouissant dans la poésie d'Anne Perrier », in Ombre et lumière dans la poésie française et belge, Presses universitaires de Strasbourg, 2007, p. 243-257.
- J.-M. Baude, « Pauvreté et plénitude dans l'œuvre d'Anne Perrier », L'Art du peu, actes du colloque de Metz, 2008,p. 161-177.
- M.-A. Sebasti, « Anne Perrier ». Étude bio-bibliographique LXXXV, Laudes 122, 1996, p. 25-32.
- La Vie n°3130 - 8 poètes catholiques. Anne Perrier. Le chant de l'infini